# Кошовий Володимир Олегович
Володимир Олегович Кошовий (1 вересня 1976 , Рига ) — російський актор театру та кіно .

## Біографія
Володимир Олегович Кошовий народився 1 вересня 1976 року в Ризі, Латвійська РСР .
З 1993 по 1996 рік — курсант Військового Університету в Москві. 1999 року закінчив МДУ ім. Ломоносова, факультет журналістики. У 2002 році закінчив Російський інститут театрального мистецтва (РАТМ) на курсі М. В. Скандарова.
З 2000 по 2002 рік — актор «Театрального товариства 814». З 2002 по 2005 рік — актор Театру імені Миколи Гоголя . З 2005 року — актор театральної компанії «Антика» в Санкт-Петербурзі .
У 2008 році виконав роль Майстра у фото-проєкті «Майстер та Маргарита», фотохудожника Жана-Даніеля Лор'є (виставка фотоілюстрацій до роману Михайла Булгакова " Майстер та Маргарита "). Виставка проводилася в Парижі та в Москві .
Популярність Володимиру Кошовому принесла роль Родіона Раскольникова в екранізації роману Федора Достоєвського " Злочин і кара " (режисер — Дмитро Світлозаров). Широкий діапазон акторських можливостей дозволив артисту зіграти різноманітні ролі у фільмах та телесеріалах: Фелікс Юсупов (" Григорій Р. "), Микола Гумільов (" Місяць у зеніті "), лікар Андрій Горін в українській адаптації серіалу «Швидка допомога», Велемір Хлєбников (« 4КА, або Творіння Веліміра Хлєбникова»). Крім роботи у кіно Володимир Кошовий грає у театрі, записує музичні треки на вірші російських поетів, озвучує мультфільми та аудіокниги, знімається у документальних проєктах.

## Творчість

### Роботи у театрі
«Театральне товариство 814» під керівництвом Олега Меньшикова (2000—2002) «Кухня»
Театральне агентство «Лекур» (2002) «Хто останній за коханням»
Театр імені Микола Гоголя (2002—2005) «Пані метелиця»
Театральна компанія «Антика» (2005) «Флорентійська трагедія» «Йосип Бродський. Різдвяні вірші». Поетико-музичний спектакль. Прем'єра 22 грудня 2009 р. у рамках фестивалю «Майдан мистецтв».
Великий драматичний театр ім. Г. А. Товстоногова (2015) 2015 — «Гравець» Ф. М. Достоєвського. Олексій Іванович. Режисер — Роман Мархолія. Вистава до 40-річчя творчої діяльності у БДТ Світлани Крючкової
Великий театр Росії (з 2017) 2017 — «Нуреїв» В. Демукций. Аукціоніст. Хореограф — Юрій Посохов, режисер та сценограф — Кирило Серебренников, режисер мімічного ансамблю — Наталія Красноярська.
Російський державний академічний театр драми ім. О. С. Пушкіна (Олександринський театр) 2019 — «Народження Сталіна», спектакль художнього керівника Олександринського театру Валерія Фокіна. Роль — Йосип Джугашвілі (Сосо).

### Роботи у кіно
- 2000 — Замість мене — актор театру
- 2000 — Маросейка, 12. Операція «Зелений лід»
- 2001 — Таємниці палацових переворотів . фільм 3. Я — імператор — молодий єгер
- 2002 — Олігарх
- 2003 — Золоте століття
- 2003 — Круті повороти. Таня та скінхеди — Холтов
- 2003 — Вогнеборці — Махонін
- 2004 — Повернення Титаніка 2 — Шмуля
- 2004 — На розі, у Патріарших 4
- 2004 — Сармат — Аркадій
- 2005 — Таємна варта — Максим Журавльов
- 2005 — Своє чуже життя — Етьєн Фаберже
- 2006 — Злочин і погода — Славік
- 2007 — Злочин і кара — Родіон Раскольников
- 2007 — Змова — князь Фелікс Юсупов
- 2007 — Місяць у зеніті — Микола Гумільов
- 2008 — Боєць. Народження легенди — Джеральд
- 2008 — Сповідь диявола — майор
- 2009 — Сонька. Продовження легенди — Марк Рокотов
- 2009 — Маленькі трагедії — Герцог
- 2011 — Маяковський. Два дні — Василь Кам'янський
- 2012 — Підземний перехід — циркач
- 2012 — Вбити Дрозда — Зяблік
- 2013 — Янгол або демон — Леонід Борисович
- 2013 — Хуторянин — Костянтин Юрійович Муромцев, оперуповноважений поліції
- 2014 — Хрещений — Марк Львович Левандовський
- 2014 — Григорій Р. — князь Фелікс Юсупов
- 2014 — Швидка допомога — Андрій Горін
- 2016 — Готель «Росія» — Борис Воскресенський, радянський шахіст
- 2016 — Анна-детектив (серії 9-10 «Сімейні цінності») — Морель
- 2017 — Купи мене — Костя, успішний бізнесмен, коханий Лізи
- 2018 — Мама — Роман
- 2018 — Гофманіада — Гофман / Анзельм (озвучування)
- 2019 — Одеса — Арик
- 2020 — Катя і Блек — Валентин Котов, серійний вбивця
- 2022 — Яничар — Федір I Іванович, цар всієї Русі і великий князь Московський
- 2022 — Єлизавета — Йоганн Герман Лесток, лейб-медик